# Љевице
Љевице (слч. Levice, мађ. Léva) су град у Словачкој у оквиру Њитранског краја.

## Географија
Љевице су смештене у јужном делу државе. Главни град државе, Братислава, налази се 130 км западно.
Рељеф: Љевице су се развиле на северозападном делу Панонске низије. Западно од града се пружа равничарско тле, док на истоку почиње горје Штијавничке врхи. Надморска висина града је око 160 m.
Клима: Клима у Љевицама је умерено континентална.
Воде: Западно од Љевица протиче река Хрон, у доњем делу свог тока.

## Историја
Људска насеља на овом простору датирају још из праисторије. Насеље под данашњим именом први пут се спомиње у 12. веку. Током следећих векова град је био у саставу Угарске, а становништво града и околине су били махом Мађари.
Током надубљег упада Турака у Европу крајем 16. века град се нашао на линији одбране. Град је тада одолео, али је крајем 17. века ипак био у турским рукама две деценије.
Крајем 1918. град је постао део новоосноване Чехословачке. У периоду од 1938. до 1944. град је био враћен Хортијевој Мађарској, али је поново враћен Чехословачкој после рата. У време комунизма град је нагло индустријализован, па је дошло до наглог повећања становништва. Тада су вековима најбројнији Мађари постали мањина у граду. После осамостаљења Словачке град је постао њено значајно средиште, али је дошло и до проблема везаних за преструктурирање привреде.

## Становништво
| Година:    | 1994.  | 2004.   | 2014.   | 2024.    |
| ---------- | ------ | ------- | ------- | -------- |
| Број људи: | 36 176 | 36 310  | 33 977  | 30 556   |
| Разлика:   |        | +0,37 % | -6,42 % | -10,06 % |

| Година:    | 2023.  | 2024.   |
| ---------- | ------ | ------- |
| Број људи: | 30 823 | 30 556  |
| Разлика:   |        | -0,86 % |

Данас Љевице имају око 35.000 становника и последњих година број становника опада.
Етнички састав: По попису из 2001. састав је следећи:
- Словаци - 84,8%,
- Мађари - 12,2%%,
- Чеси - 1%,
- остали.

Верски састав: По попису из 2001. састав је следећи:
- римокатолици - 58,8%,
- атеисти - 22,8%%,
- лутерани - 7,5%,
- остали.

## Партнерски градови
- Ерд

## Галерија
- Приказ Љевица из 1664.
- Трг јунака, главни у Љевицама
- Љевички град
- Позната капела